# Am Broadway
Am Broadway ist ein Musikalbum von Götz Alsmann, das 2014 erschien. Es enthält überwiegend Klassiker des Great American Songbook, die er allesamt auf Deutsch singt.

## Entstehungsgeschichte
Das Album bildet den zweiten Teil einer Trilogie mit musikalischen Reisen. Diese Idee geht zurück auf die Planung durch Philippe König von der Plattenfirma Blue Note Records, wo seit 2007 auch die Alben von Götz Alsmann veröffentlicht werden. Eine erste Reise ging nach Paris. Was könnte nun nach Paris folgen, hat sich Alsmann wohl gefragt. Er entschied sich für die Reise nach New York, direkt an den Broadway, die vermeintliche Brutkammer des klassischen Jazzschlagers.
Auf seinem Broadway-Album gedenkt Alsmann der ganz großen Stars der Broadway-Geschichte. Egal ob George Gershwin, Cole Porter oder Jerome Kern – Alsmann haucht ihnen zusammen mit seinem Quartett neues Leben ein. Zu den bekanntesten Interpreten zählten Weltstars wie Frank Sinatra, Ella Fitzgerald, Peggy Lee, Sammy Davis, Jr., Mel Tormé, aber auch Popgrößen wie Elvis Presley und die Beatles.
Im Mittelpunkt der künstlerischen Neuinterpretation stehen Evergreens, die zwischen den 1930er und den 1950er Jahren durch Musicals, Filme und Revuen bekannt und berühmt wurden und heute zum Great American Songbook gezählt werden. Im Frühsommer 2014 reisten Alsmann und seine Band für die Aufnahmen nach New York, wo das Album im Sear Sound Studio, dem ältesten Aufnahmestudio der US-Metropole, aufgenommen wurde. Alsmann sang alle 18 Broadway-Klassiker des neuen Albums in deutscher Sprache ein.
Für die deutschen Texte nutzte Alsmann überwiegend vergessene Texte, die erstmals nach Jahrzehnten wieder interpretiert werden. „Die Eindeutschung der amerikanischen Klassiker sorgt dabei oft für Erheiterung. Etwa wenn sich das gute alte Blue Moon in einer „Mondnacht Am Meer“ am italienischen Golf von Tarent wiederfindet.“

## Titelverzeichnis
1. Broadway (Orig. Billy Bird, Henry Wood, Teddy McRae – Broadway)[4] – 3:43
2. Von dieser Stunde an (Orig. Doris Day – From This Moment On) – 2:38
3. Ein Wandersmann (Orig. Nat King Cole – Nature Boy) – 4:00
4. Alles passiert immer mir (Orig. Tommy Dorsey with Frank Sinatra – Everything Happens to Me) – 4:00
5. Es ist die Liebe, die so glücklich macht (Orig. Fred Astaire – They Can’t Take That Away from Me) – 3:40
6. Meine kleinen Schwächen (Orig. Mary Martin aus dem Musical The Sound of Music – My Favorite Things) – 3:07
7. Was immer Lola will (Orig. Sarah Vaughan – Whatever Lola Wants) – 2:56
8. Traumvision (Orig. Chet Baker – My Funny Valentine) – 4:32
9. Tag für Tag (Orig. Les Brown & His Orchestra with Doris Day – Day by Day) – 2:54
10. Das Lied der Einsamkeit (Orig. Glenn Miller and His Orchestra with Lynn Bari – Serenade in Blue) – 4:12
11. Der alte Zauber (Orig. Johnny Johnston – That Old Black Magic) – 3:18
12. Mondnacht am Meer (Orig. Casa Loma Orchestra with Kenny Sargent – Blue Moon) – 3:00
13. Nimm es nicht schwer (Orig. Fred Astaire – Pick Yourself Up) – 1:44
14. Ich hätt' getanzt heut' Nacht (Orig. Julie Andrews aus dem Musical My Fair Lady – I Could Have Danced All Night) – 3:20
15. C’est magnifique (Orig. Gordon MacRae – C’est magnifique) – 2:31
16. Einsamkeit (Orig. Billie Holiday – Yesterdays) – 5:18
17. Doch dann kamst du (Orig. The Beatles – Till There Was You) – 5:44
18. Singin’ in the Rain (Gene Kelly aus dem Film Singin’ in the Rain) [Zugabe] – 4:21[5]
19. Der kleine Park (Orig. aus dem Film A Damsel in Distress – A Foggy Day) – 4:20[6]
20. Bin ein Mann wie Jedermann (Orig. Rex Harrison aus dem Musical My Fair Lady – I'm An Ordinary Man) – 3:13